# LALR
LALR – metoda wstępującej analizy składniowej, działająca na zasadzie przesunięcie-redukcja, jeden z rodzajów analizy typu LR (ang. reads input from Left to right and produces a Rightmost derivation), czyli „czyta wejście od lewej do prawej i wytwarza prawostronne wyprowadzenie”.
LALR(k) – to klasa języków formalnych oraz klasa gramatyk formalnych.
Parser LALR(k) – to parser działający metodą LALR. Algorytm parsingu jest taki sam jak w parserze LR, ale inaczej budowana jest jego tablica sterująca.
Skrót LALR(k) oznacza (ang.) LookAhead (k), reads input from Left to right and produces a Rightmost derivation, czyli „parser z podglądem k, czytający od lewej do prawej i wytwarzający prawostronne wyprowadzenie”.
Parametr k oznacza długość podglądanych ciągów. LALR bez parametru zazwyczaj oznacza ogólnie metody LALR(k), lub LALR(1). Dokładne znaczenie przeważnie wynika z kontekstu.

## Konstrukcja
Aby otrzymać parser LALR(k) dla gramatyki G należy:
1. zbudować kanoniczną rodzinę zbiorów sytuacji LR(0) A dla gramatyki G;
2. zbudować z niej automat charakterystyczny M rozpoznający prefiksy żywotne;
3. zbudować kanoniczną rodzinę zbiorów sytuacji LR(k) B dla gramatyki G;
4. każdy stan q w M zastąpić przez sumę wszystkich zbiorów {\displaystyle q_{1},q_{2},\dots ,q_{n}} gdzie {\displaystyle q_{i}} należy do rodziny B i zbiór rdzeni sytuacji z {\displaystyle q_{i}} jest równy q;
5. na podstawie tak zmodyfikowanego automatu, zbudować tablicę sterującą, lub zbiór reguł parsera, tak jak się to robi dla LR(k).

## Właściwości
- LALR(k) ma tyle stanów co odpowiedni parser LR(0), lub SLR, czyli {\displaystyle O\left(2^{|G|+k\log |T|+\log |G|}\right);}
- LALR(k), który rozpoznaje słowo, działa identycznie jak odpowiedni kanoniczny LR(k);
- LALR(k) może wykrywać błędne wejście nieco później niż parser kanoniczny.

## Gramatyka
Gramatyka G=(V,T,P,S) jest klasy LALR(k), jeśli zbudowany dla niej parser LALR(k) jest deterministyczny i niemożliwe jest wyprowadzenie {\displaystyle S\Rightarrow ^{+}S}

### Właściwości klas gramatyk LALR(k) i LR(k)
- LALR(0)=LR(0)
- LALR(k) jest podzbiorem właściwym LR(k) dla k≥1

## Język
Język L jest klasy LALR(k), jeśli istnieje generująca go gramatyka LALR(k).

## Zastosowanie
Większość języków programowania należy do zbioru języków LALR(1). Zaletą tych języków jest to że są niemal równoważne z LR(1) (istnieje stosunkowo mało języków, które są LR(1), a nie są LALR(1)), ale można zbudować dla nich ogólny parser o wiele wydajniejszy (objętościowo) niż dla języków LR.